# Weber & Cie.

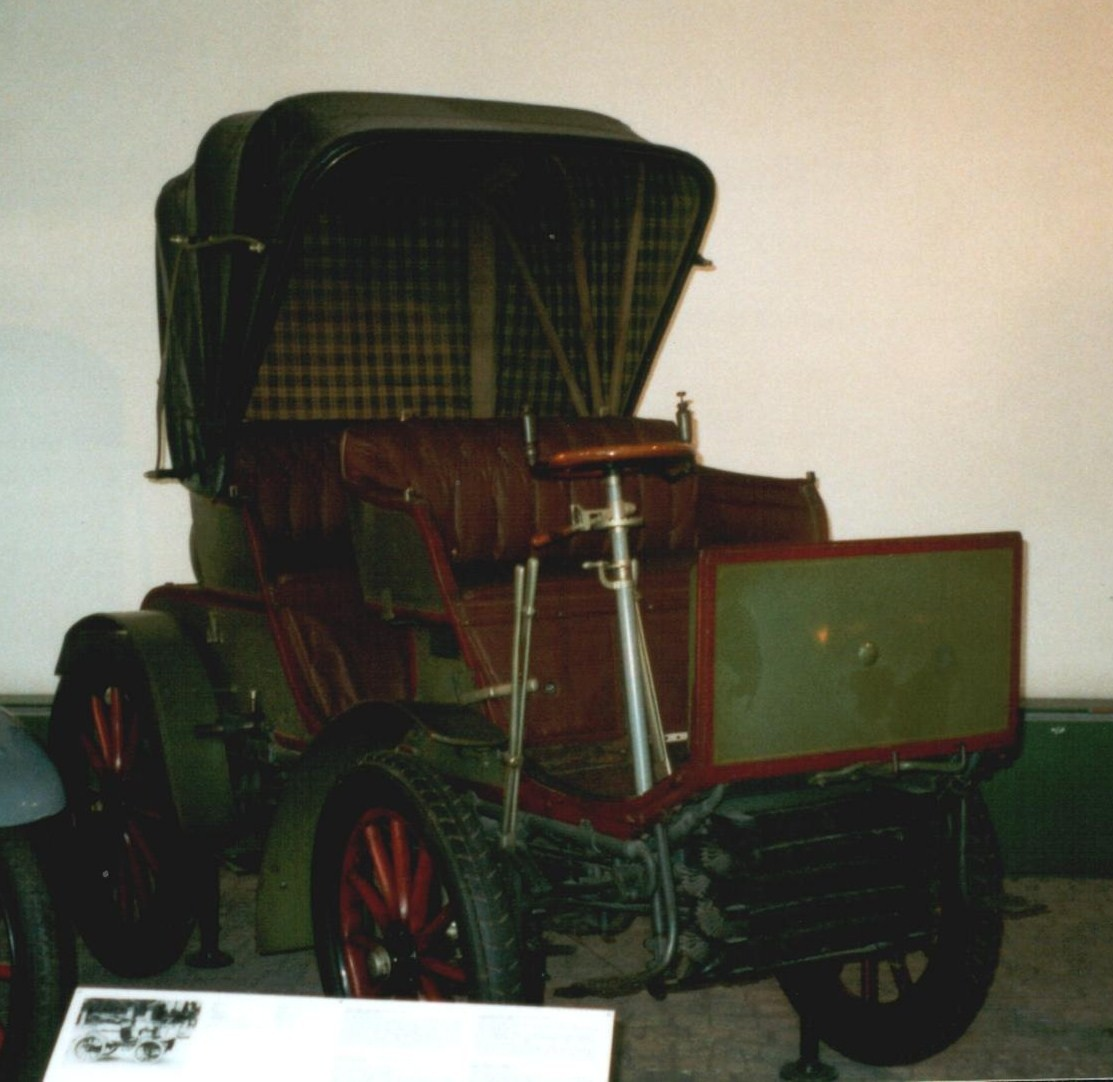
Weber von 1902

Weber war ein Schweizer Hersteller von Automobilen.

## Unternehmensgeschichte
Das Unternehmen Weber & Cie. begann 1899 in Uster mit der Produktion von Automobilen. 1906 endete die Produktion.

## Fahrzeuge
Das erste Modell war ein Lizenzbau des Dreirades von Egg & Egli, von dem zwischen 1899 und 1900 50 Exemplare produziert wurden. Ab 1900 folgten vierrädrige Automobile eigener Entwicklung, die mit Einzylindermotoren ausgestattet waren, deren Hubraum bis zu 2510 cm³ betrug. Je nach Modell war der Motor vorne oder hinten im Fahrzeug montiert.
Ein Fahrzeug dieser Marke ist im Verkehrshaus der Schweiz in Luzern zu besichtigen.